# Arigepalli, Bagepalli
Arigepalli là một làng thuộc tehsil Bagepalli, huyện Kolar, bang Karnataka, Ấn Độ.